# Acontia costosa
Acontia costosa là một loài bướm đêm trong họ Noctuidae.